# Oliveira do Hospital e São Paio de Gramaços
Oliveira do Hospital e São Paio de Gramaços (llamada oficialmente União das Freguesias de Oliveira do Hospital e São Paio de Gramaços) es una freguesia portuguesa del municipio de Oliveira do Hospital, distrito de Coímbra.

## Historia
Fue creada el 28 de enero de 2013 en aplicación de una resolución de la Asamblea de la República de Portugal promulgada el 16 de enero de 2013 con la unión de las freguesias de Oliveira do Hospital y São Paio de Gramaços, pasando su sede a estar situada en la antigua freguesia de Oliveira do Hospital.

## Demografía
| Gráfica de evolución demográfica de Oliveira do Hospital e São Paio de Gramaços entre 2011 y 2021 |
|                                                                                                   |
| Datos según el nomenclátor publicado por el INE portugués.                                        |